# Alfredo José Espinoza Mateus
Alfredo José Espinoza Mateus, S.D.B. (Guayaquil, 22 de abril de 1958) é um arcebispo católico equatoriano, pedagogo, professor e teólogo. É o atual arcebispo de Quito e Primaz do Equador, desde abril de 2019; pelo que detém a mais alta dignidade eclesiástica do país. Foi bispo de Loja, entre 2013 e 2019.
Desde recentemente, em 5 de abril de 2019, foi nomeado pelo Papa como novo Arcebispo Metropolitano de Quito e Primaz do Equador.

## Primeiros anos e treinamento
Alfredo José nasceu em 22 de abril de 1958 na cidade equatoriana de Guayaquil (província das Guayas, cantão Guayaquil).
Depois de terminar o ensino médio, ele se matriculou na universidade para estudar Medicina, mas depois de dois anos descobriu sua vocação religiosa e isso o fez deixar a corrida para se dedicar completamente aos estudos sacerdotais.
Ele decidiu se juntar à congregação católica, Pia Sociedade de São Francisco de Sales (SDB), mais conhecida como "Salesianos". Com eles, ele fez sua primeira profissão religiosa no dia 24 de janeiro de 1979 e os votos perpétuos em 16 de agosto de 1984.
Ele também estudou Pedagogia, Filosofia e Teologia no Instituto Superior Salesiano (ISS) e na Pontifícia Universidade Católica do Equador (PUCE), localizada em Quito, onde obteve o Bacharelado em Ciências da Educação.

## Ministério sacerdotal
Finalmente, em 17 de dezembro de 1988, recebi a ordenação sacerdotal em sua cidade natal, sendo encarnada em sua congregação.
Uma vez ordenado sacerdote, começou a trabalhar como administrador e diretor de diferentes escolas salesianas nas cidades de Guayaquil, Riobamba e Manta.
Mais tarde, serviu como conselheiro e tesoureiro provincial da Sociedade Salesiana. Desempenhou o cargo de membro da Comissão Permanente do Conselho Nacional de Educação Salesiana.
Também foi Delegado do Conselho Provincial do Conselho Superior da Universidade Politécnica Salesiana do Equador (UPS), localizado em Cuenca, Diretor da Casa inspetorial de Quito e, em 2008, foi nomeado delegado dos Salesianos equatorianos para sua 26ª Assembléia Geral.

## Carreira episcopal
Depois de anos como sacerdote, o 20 de dezembro de 2013 chegou ao episcopado, quando o Papa Francisco o nomeou Bispo da Diocese de Loja.  Ele substituiu o bispo espanhol Julio Parrilla Díaz.
Além de seu escudo, ele escolheu a frase "Faciam Vos Piscatores Hominum" (Mt 4.19) - (em latim ).
Ele recebeu sua consagração episcopal a 18 de janeiro de 2014 nas mãos do então Núncio Apostólico no Equador, Giacomo Guido Ottonello. Seus co-consagradores foram o então bispo de Machala, Luis Antonio Sánchez Armijos e seu antecessor, Julio Parrilla Díaz.
Na Conferência Episcopal Equatoriana (CEE), ele começou a ser membro da Comissão Episcopal de Educação e Cultura e do Conselho de Ativos do Governo.

### Arcebispo de Quito
Atualmente, a 5 de abril de 2019 foi nomeado pelo Papa Francisco como o novo Arcebispo Metropolitano da Arquidiocese Metropolitana de Quito e Primaz do Equador. Desta forma, ele substitui Fausto Trávez, que apresentou sua renúncia ao papa depois de ter atingido o limite de idade para a aposentadoria canônica.
A posse oficial desta nova sede será no dia 2 de maio, durante uma cerimônia que será realizada na Catedral Metropolitana de Quito.